# Marie-Anne Barbier
Marie-Anne Barbier (* 1670; † 1742), auch einfach unter dem Namen Mademoiselle Barbier bekannt, war eine französische Dramatikerin, die nachklassische Tragödien schuf. Sie schrieb auch lyrische und erzählerische Werke.
Sie war mit Abbé Pellegrin befreundet und war dessen Mitarbeiterin.

## Werke
- Tomyris. Arrie et Petus. Le Cid. Barbou, Paris 1707
- Les Tragedies Et Autres Poésies De Mademoiselle M. A. Barbier. Nouvelle Edition, revûe, corrigée, augmentée, & enrichie de très belles figures à la tête de chaque Comédie. Vander Aa, Leide 1719
- Le theatre de l’amour et de la fortune. La Compagnie, Amsterdam 1715 (2 Bände)
- Cornelia, die Mutter der Grachen. Ein Trauerspiel. Wien 1761 (Cornelie, mère des gracques, dt.)